# Dawsonville
Dawsonville è un comune degli Stati Uniti d'America, situato nello Stato della Georgia, nella contea di Dawson, della quale è il capoluogo.

## Storia
Dawsonville fu fondata nel 1857 per essere il capoluogo della nuova contea di Dawson. Fu costituita come town nel 1859 e come città nel 1952. La città e la contea devono il loro nome al senatore della Georgia William Crosby Dawson (4 gennaio 1798 – 5 maggio 1856).